# NGC 6411
NGC 6411 (другие обозначения — UGC 10916, MCG 10-25-68, ZWG 300.52, PGC 60536) — эллиптическая галактика (E) в созвездии Дракон.
Этот объект входит в число перечисленных в оригинальной редакции «Нового общего каталога».
В галактике вспыхнула сверхновая SN 1999da, её пиковая видимая звездная величина составила 17,0.